# Kameiro
Kameiro, auch Kamiro (altgriechisch Καμειρώ Kameirṓ) ist in der griechischen Mythologie eine Tochter des Pandareos und der Harmothoë. Ihre Schwester ist Klytia. 
In der Odyssee erzählt Penelope, dass die Töchter des Pandareos (in Überlieferungen der Scholien zur Odyssestelle heißen sie Kleothera und Merope) – nach dem von den Göttern herbeigeführten Tod ihrer Eltern, denn Pandareos hatte durch einen Diebstahl den Zorn des Zeus auf sich gezogen – von Aphrodite, Hera, Artemis und Athena aufgezogen und mit Nahrung und Gaben versehen wurden. Von Aphrodite bekamen sie Nahrung in Form von Käse, Honig und Wein, von Hera den Verstand und die Schönheit, von Artemis eine schlanke Körperform und von Athena weibliche Kunstfertigkeit. Als Aphrodite in den Olymp auffuhr, um für die beiden eine angemessene Hochzeit zu arrangieren, wurden sie von den Harpyien geraubt und den Erinnyen als Dienerinnen übergeben. 
Dargestellt war Kameiro mit ihrer Schwester Klytia auf einem Gemälde des Polygnotos in der Lesche der Knidier in Delphi. In dem Gemälde trugen die mit Würfeln spielenden Mädchen laut Pausanias Blumenkränze auf dem Kopf. Die Namen der beiden hatte Polygnotos dem Bild als Erläuterung hinzugefügt.